# Молоді стрільці 2
Молоді стрільці 2 (англ. Young Guns II) — американський вестерн 1990 року.

## Сюжет
1881 рік, штат Нью-Мексико. Вільям Бонні на прізвисько Біллі Кід і його банда розшукуються за скоєні розбійні напади.
Коли «Дока» Скарлока і Чавеса спіймали, Біллі їх рятує і вони тікають у Мексику. Тоді багатий скотопромисловець Джон Чісам наймає Пета Гаррета за 1000 доларів, щоб той убив свого колишнього партнера Біллі Кіда.

## У ролях
| Актор              | Роль                       |
| ------------------ | -------------------------- |
| Еміліо Естевес     | Вільям «Біллі Кід» Бонні   |
| Кіфер Сазерленд    | Йосія Гордон «Док» Скарлок |
| Лу Даймонд Філліпс | «Хосе» Чавес               |
| Крістіан Слейтер   | Дейв «Арканзас» Рудабуг    |
| Вільям Пітерсен    | Патрік Флойд «Пет» Гарретт |
| Алан Рак           | Гендрі Вільям Френч        |
| Р.Д. Колл          | Д.А Райнерсон              |
| Джеймс Коберн      | Джон Сімпсон Хісум         |
| Бальтазар Гетті    | Том О'Фолліард             |
| Джек Кехо          | Ешум Апсон                 |
| Роберт Неппер      | заступник Карлайл          |
| Том Курландер      | Джей Даблю Белл            |
| Вігго Мортенсен    | Джон В. По                 |
| Леон Ріппі         | Роберт «Боб» Оллінгер      |
| Річард Шифф        | Rat Bag                    |
| Трейсі Волтер      | Бівер Сміт                 |
| Бредлі Вітфорд     | Чарльз Фален               |
| Скотт Вілсон       | губернатор Льюїс Воллес    |
| Дженні Райт        | Джейн Гретхауз             |
| Джон Гемміл        | Пендлтон                   |
| Вільям Дж. Фішер   | другий помічник            |

## Саундтрек
| Список треків | Список треків           | Список треків |
| #             | Назва                   | Тривалість    |
| ------------- | ----------------------- | ------------- |
| 1.            | «Scars»                 | 5:10          |
| 2.            | «Small Hands»           | 3:04          |
| 3.            | «Lynch Mob»             | 4:11          |
| 4.            | «Finish the Game»       | 2:50          |
| 5.            | «Yoo Hoo»               | 2:43          |
| 6.            | «Devil's Deal»          | 1:26          |
| 7.            | «More Than Hello»       | 2:34          |
| 8.            | «Tom Sees the Light»    | 1:30          |
| 9.            | «Coy Dog»               | 2:38          |
| 10.           | «Ride to Guano City»    | 1:09          |
| 11.           | «Battle»                | 2:46          |
| 12.           | «Little Tom Dies»       | 6:49          |
| 13.           | «Garrett's Place»       | 1:10          |
| 14.           | «Chavez's Wound»        | 3:01          |
| 15.           | «You Gonna Shoot?»      | 3:33          |
| 16.           | «Stolen Horse (Finale)» | 1:18          |
| 46:15         |                         |               |